# Astraeus (grzyb)
Astraeus Morgan (promieniak) – rodzaj grzybów z rodziny Diplocystidiaceae.

## Systematyka i nazewnictwo
Pozycja w klasyfikacji według Index Fungorum: Diplocystidiaceae, Boletales, Agaricomycetidae, Agaricomycetes, Agaricomycotina, Basidiomycota, Fungi.
Synonim Diploderma Link.
Polską nazwę podał Stanisław Chełchowski w 1898 r., Feliks Teodorowicz opisywał ten rodzaj pod nazwą astreusz.
Gatunki:
- Astraeus asiaticus Phosri, M.P. Martín & Watling 2007
- Astraeus hygrometricus (Pers.) Morgan 1889 – promieniak wilgociomierz
- Astraeus koreanus (V.J. Staněk) Kreisel 1976
- Astraeus morganii Phosri, Watling & M.P. Martín 2013
- Astraeus odoratus Phosri, Watling, M.P. Martín & Whalley 2004
- Astraeus pteridis (Shear) Zeller 1948
- Astraeus smithii Watling, M.P. Martín & Phosri 2013
- Astraeus stellatus (Scop.) E. Fisch. 1900
- Astraeus telleriae M.P. Martín, Phosri & Watling 2013

Wykaz gatunków i nazwy naukowe na podstawie Index Fungorum. Nazwy polskie według Władysława Wojewody.